# Jingalup
Jingalup is een plaats in de regio Great Southern in West-Australië.

## Geschiedenis
Een van de gebroeders Gregory verkende de streek in 1846 en maakte melding van een bron die door de Aborigines 'Kodjingalup Well' werd genoemd.
Het landgoed 'Jingalup Estate' werd er ontwikkeld. In 1894 bouwde de overheid er een dam om dit van water te voorzien. Het landgoed werd in het begin van de 19e eeuw opgedeeld zodat er kleinere boerderijen konden worden gevestigd.
De plaatselijke landbouwgemeenschap vroeg in 1918 om er een dorp met de naam Mybrup te stichten. Tegen 1922 was er een gemeenschapszaal met een speelplaats gebouwd en noemde de gemeenschap de plaats Jingalup. De gemeenschapszaal diende als schooltje. In 1924 werd Jingalup officieel gesticht.
In 1954 werd een schoolgebouw naar Jingalup gebracht. Er werd tot 1974 les gegeven waarna het gebouw door sportclubs in gebruik werd genomen.

## 21e eeuw
Jingalup maakt deel uit van het lokale bestuursgebied (LGA) de Shire of Kojonup, een landbouwdistrict met Kojonup als hoofdplaats. Jingalup telde 139 inwoners in 2021 tegenover 208 in 2006. Het heeft een gemeenschapszaal en enkele sportfaciliteiten.

## Ligging
Jingalup ligt 287 ten zuidzuidoosten van de West-Australische hoofdstad Perth, 155 kilometer ten noordnoordwesten van het aan de South Coast Highway gelegen Albany en 22 kilometer ten zuidwesten van het aan de Albany Highway gelegen Kojonup.